# Joseph Black
Joseph Black (Burdeos, 16 de abril de 1728 - Edimburgo, 10 de noviembre de 1799) fue un médico, físico y químico británico.
Sus investigaciones más importantes se centraron en el campo de la termodinámica, donde estableció una clara distinción entre temperatura y calor, e introdujo conceptos como el calor específico y el calor latente de cambio de estado. Además se le diagnosticó cáncer a los 40 años 
debe el descubrimiento del dióxido de carbono.

## Primeros años
Hijo de padre irlandés y madre escocesa nació en Burdeos, Francia, donde su padre en aquel tiempo trabajaba en el comercio de vinos. Cuando tenía 12 años entró en una "grammar school" en Belfast, de donde salió en 1746, con 18 años ya, para ir a Glasgow a estudiar medicina, terminando 4 años después.

## Balanza analítica
Alrededor de 1750, Joseph Black desarrolló la balanza analítica. Era mucho más precisa que cualquier otra balanza de la época y se convirtió en un importante instrumento científico en la mayoría de los laboratorios de química.

## Dióxido de carbono
Joseph Black estudió las propiedades del dióxido de carbono, CO2. Uno de sus experimentos consistió en encerrar un ratón y una vela encendida, dentro de un recipiente con CO2. Dado que la vela se apagó y el ratón murió, llegó a la conclusión de que era un gas irrespirable. En 1754 lo denominó "aire fijo".
En 1756 Black encontró que los carbonatos se volvían más alcalinos cuando perdían el dióxido de carbono, mientras que al añadirles CO2 se reconvertían. Fue la primera persona en aislar el dióxido de carbono en estado puro, lo que supuso un avance importante en la historia de la química, evidenciando que el aire no era un elemento simple, sino que está compuesto por varios elementos diferentes. Este descubrimiento también contribuyó a desacreditar la idea del principio ardiente llamado flogisto.
En 1757 fue nombrado Regius Professor of the Practice of Medicine en la Universidad de Glasgow.

## Calor latente y calor específico
En 1761 Black se dio cuenta de que la aplicación de calor al hielo, no lo convertía inmediatamente en líquido, sino que el hielo absorbía cierta cantidad de calor sin aumentar su temperatura. También observó que la aplicación de calor al agua hirviendo, no daba como resultado la inmediata evaporación. De estos trabajos dedujo que el calor aplicado, tanto al hielo como al agua hirviente, debía tener una cierta combinación con las partículas de hielo y de agua y convertirse en "calor latente". Este descubrimiento fue una de sus mayores aportaciones científicas y marcó el comienzo de la termodinámica. También puso de manifiesto que diferentes sustancias tienen diferentes calores específicos. Esto resultó ser importante, no solamente en el campo científico, sino que también fue decisivo para el desarrollo de la máquina de vapor.

## Relaciones e Ilustración escocesa
Black formó parte de lo que se ha llamado posteriormente Ilustración escocesa, una época en la que los avances tecnológicos y científicos, ideas filosóficas y teorías económicas surgieron de esta nación del Reino Unido.
Black, Adam Smith y James Hutton fundaron el Oyster Club para poder realizar reuniones semanales.
Fue miembro esporádico de la Sociedad Lunar.

## Reconocimientos
- El cráter lunar Black lleva este nombre en su honor.[7]
- El asteroide (5883) Josephblack también conmemora su nombre.[8]